# فقط جرائم القتل في المبنى
فقط جرائم القتل في المبنى هو مسلسل تلفزيوني - لغز أمريكي كوميدي أنشأه ستيف مارتن وجون هوفمان. تم عرض الموسم الأول المكون من عشر حلقات لأول مرة على هولو في 31 أغسطس 2021. يتبع ثلاثة غرباء منهم مارتن ومارتن شورت وسيلينا غوميز الذين يتشاركون الهوس ببرودكاست الجريمة الحقيقي. بعد جريمة قتل في مبنى سكني فاخر في أبر ويست سايد، قرر الجيران الثلاثة بدء برنامجهم الخاص الذي يغطي تحقيقاتهم في جريمة القتل.

## الممثلين والشخصيات

### الأساسية
- ستيف مارتن بدور تشارلز هادن سافاج،[6] ممثل شبه متقاعد كان نجم المسلسل التلفزيوني الدرامي البوليسي الشهير برازوس في التسعينيات. يعيش في 14C في إقليم أروكانيا.
- مارتن شورت مثل أوليفر بوتنام،[6] مخرج برودواي الذي يعاني ماليًا والذي ولد فكرة البودكاست، وأصبح مديره. يعيش في 10D في اركونيا.
- سيلينا غوميز بدور مابيل مورا،[6] امرأة شابة تعيش في 12E في اركونيا، وهي وحدة أعيد تأثيثها من أجل عمتها، والتي كانت صديقة لتيم كونو (ضحية القتل) منذ سنوات
- آرون دومينغيز بدور أوسكار، صديق مابل وتيم الذي أدين خطأً بقتل صديقهما زوي قبل عشر سنوات وخرج من السجن مؤخرًا
- آمي رايان بدور جان، عازف الباسون المحترف الذي يعيش أيضًا في اركونياويبدأ في مواعدة تشارلز

### الضيوف
- ستينغ كنسخة خيالية عن نفسه، أحد سكان أركونيا[7]
- جين لينش في دور ساز باتاكي، صديق تشارلز القديم ومضاعفته السابقة
- ماندي غونزاليس في دور سيلفيا مورا، والدة مابل
- أدريان لينوكس بدور روبرتا، زوجة أوليفر السابقة
- جيمي فالون بنفسه
- روي وود جونيور وجاكوب مينغ ترينت في دور فون ولوسيان